# Kanton Fresnay-sur-Sarthe
Der Kanton Fresnay-sur-Sarthe war von 1790 bis 2015 ein französischer Wahlkreis im Arrondissement Mamers, im Département Sarthe und in der Region Pays de la Loire; sein Verwaltungssitz ist Fresnay-sur-Sarthe.
Durch das Dekret n° 2014-234 vom 24. Februar 2014 werden die Kantone Fresnay-sur-Sarthe und Sillé-le-Guillaume zusammengelegt.

## Geografie
Der Kanton lag im äußersten Nordwesten des Départements Sarthe an der Grenze zum Département Mayenne. Er grenzte im Westen und Norden an dieses Département, im Nordosten an den Kanton Saint-Paterne, im Osten und Süden an den Kanton Beaumont-sur-Sarthe und im Süden an den Kanton Sillé-le-Guillaume.
Der Kanton Fresnay-sur-Sarthe lag im Mittel 142 Meter über Normalnull, zwischen 62 Meter in Moitron-sur-Sarthe und 243 Meter in Saint-Paul-le-Gaultier.

## Gemeinden
Der Kanton Fresnay-sur-Sarthe bestand aus zwölf Gemeinden:
| Gemeinde                  | Einwohner Jahr | Fläche km² | Bevölkerungsdichte | Code INSEE | Postleitzahl |
| ------------------------- | -------------- | ---------- | ------------------ | ---------- | ------------ |
| Assé-le-Boisne            | 918 (2013)     | 28,39      | 32 Einw./km²       | 72011      | 72130        |
| Douillet                  | 336 (2013)     | 18,99      | 18 Einw./km²       | 72121      | 72130        |
| Fresnay-sur-Sarthe        | 2.066 (2013)   | 2,1        | 984 Einw./km²      | 72138      | 72130        |
| Moitron-sur-Sarthe        | 240 (2013)     | 10,32      | 23 Einw./km²       | 72199      | 72170        |
| Montreuil-le-Chétif       | 305 (2013)     | 14,64      | 21 Einw./km²       | 72209      | 72130        |
| Saint-Aubin-de-Locquenay  | 692 (2013)     | 17,31      | 40 Einw./km²       | 72266      | 72130        |
| Saint-Georges-le-Gaultier | 515 (2013)     | 23,36      | 22 Einw./km²       | 72282      | 72130        |
| Saint-Léonard-des-Bois    | 503 (2013)     | 27,12      | 19 Einw./km²       | 72294      | 72130        |
| Saint-Ouen-de-Mimbré      | 988 (2013)     | 10,63      | 93 Einw./km²       | 72305      | 72130        |
| Saint-Paul-le-Gaultier    | 294 (2013)     | 15,15      | 19 Einw./km²       | 72309      | 72130        |
| Saint-Victeur             | 474 (2013)     | 7,06       | 67 Einw./km²       | 72323      | 72130        |
| Sougé-le-Ganelon          | 887 (2013)     | 18,11      | 49 Einw./km²       | 72337      | 72130        |

## Bevölkerungsentwicklung
| 1962 | 1968 | 1975 | 1982 | 1990 | 1999 | 2006 |
| ---- | ---- | ---- | ---- | ---- | ---- | ---- |
| 9010 | 8695 | 8619 | 8395 | 7722 | 7660 | 8092 |